# Miha Matjašec
Miha Matjašec (* 22. Februar 2009) ist ein slowenischer Fußballspieler.

## Karriere

### Verein
Matjašec begann seine Karriere beim ND Beltinci. Zur Saison 2022/23 wechselte er zum NŠ Mura. Zur Saison 2024/25 schloss er sich der Jugend des NK Domžale an. Im März 2025 debütierte er gegen den NK Olimpija Ljubljana für die Profis von Domžale in der 1. SNL. Durch jenen Einsatz wurde der Mittelfeldspieler zum ersten Spieler des Jahrgangs 2009 im slowenischen Oberhaus.
Zur Saison 2025/26 wechselte Matjašec zum österreichischen Bundesligisten FC Red Bull Salzburg, bei dem er einen bis 2028 laufenden Vertrag erhielt. In Salzburg sollte er aber zunächst für das zweitklassige Farmteam FC Liefering spielen.

### Nationalmannschaft
Matjašec übersprang im slowenischen Nationalteam einen Jahrgang und spielte bereits als 13-Jähriger erstmals im U-15-Team. Im September 2024 debütierte er als 15-Jähriger für die U-17-Auswahl.